# Areaalfunctie
De areaalfuncties zijn de inverse functies van de hyperbolische functies. De aanduiding 'areaal' in areaalfunctie refereert aan de betekenis van deze functies als oppervlakte.

## Benaming en notatie
De standaardhyperbool
{\displaystyle x^{2}-y^{2}=1}

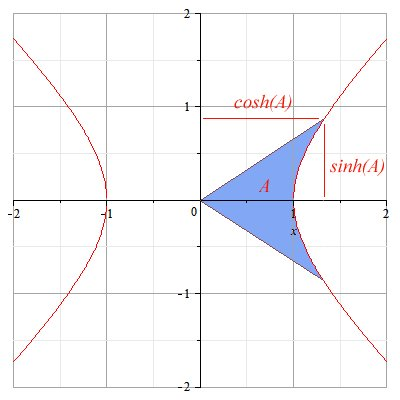
Een punt op de standaard hyperbool bepaalt een wigvormig gebied waarvan de oppervlakte gelijk is aan de inverse van de cosinus hyperbolicus en van de sinus hyperbolicus

kan in parametervorm, met {\displaystyle t} als parameter, geschreven worden door
{\displaystyle x(t)=\cosh(t)}
{\displaystyle y(t)=\sinh(t)}
Voor de parameterwaarde {\displaystyle t=A} is de oppervlakte van het blauwe gebied in nevenstaande figuur juist gelijk aan {\displaystyle A}. Het bijbehorende punt op de hyperbool is {\displaystyle (x_{A},y_{A})}, zodat
{\displaystyle x_{A}=\cosh(A)}
{\displaystyle y_{A}=\sinh(A)}
De inverse functies van de cosinus- en de sinus hyperbolicus
{\displaystyle {\rm {arcosh}}(x)=\cosh ^{-1}(x)}
{\displaystyle {\rm {arsinh}}(y)=\sinh ^{-1}(y)}
geven dus als resultaat een oppervlakte, een 'areaal', dat overeenkomt met de blauw gekleurde punt. Vandaar dat deze inverse functies areaalfuncties genoemd worden. Naast het prefix "ar" wordt, naar analogie met de arcsinus e.d., ook "arc" (arcsinus hyperbolicus, arcsinh) gebruikt. Soms ziet men ook het prefix arg, dat staat voor argument of  eenvoudigweg a, als in {\displaystyle {\rm {asinh}}(x)}.

## Expliciete formules

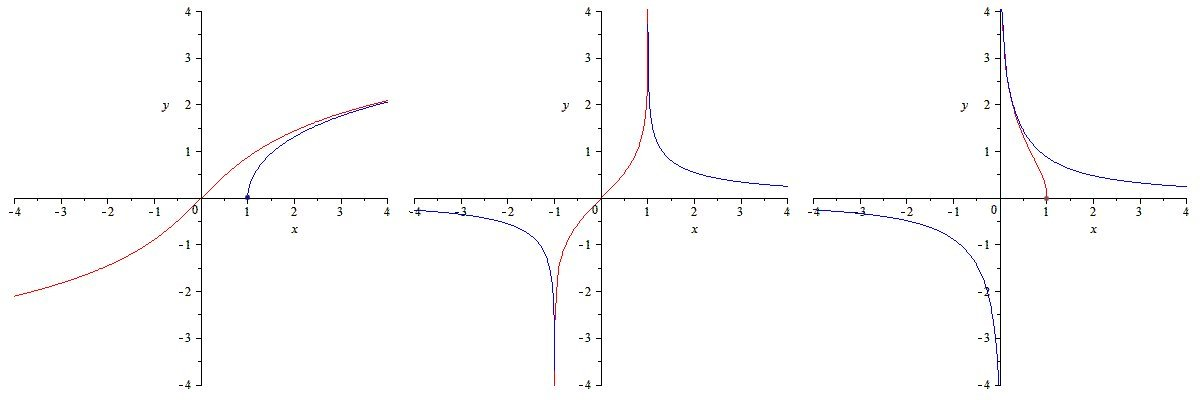
Links: rood: arsinh(x) is een oneven functie die loopt van linksonder tot rechtsboven, blauw: arcosh(x), een functie die enkel bestaat voor x groter of gelijk aan 1. Midden: rood: artanh(x), het gedeelte op het interval −1,1, blauw: artanh(x), de twee gedeelten buiten het interval [−1,1]. Rechts: rood: arsech(x, van het punt (1,0) naar de y-as, blauw: arcsch(x), een functie met oneven symmtrie

De zes areaalfuncties kunnen uitgedrukt worden in eenvoudige formules met behulp van de natuurlijke logaritme.

### Areaalsinus hyperbolicus
{\displaystyle \operatorname {arsinh} x=\ln \left(x+{\sqrt {x^{2}+1}}\right),\quad x\in \mathbb {R} }

### Areaalcosinus hyperbolicus
{\displaystyle \operatorname {arcosh} x=\ln \left(x+{\sqrt {x^{2}-1}}\right),\quad x\in \mathbb {R} ,\ x\geq 1}

### Areaaltangens hyperbolicus
{\displaystyle \operatorname {artanh} x={\tfrac {1}{2}}\ln {\frac {1+x}{1-x}},\quad x\in \mathbb {R} ,\ |x|<1}

### Areaalcotangens hyperbolicus
{\displaystyle \operatorname {arcoth} x={\tfrac {1}{2}}\ln {\frac {x+1}{x-1}},\quad x\in \mathbb {R} ,\ |x|>1}

### Areaalsecans hyperbolicus
{\displaystyle \operatorname {arsech} x=\ln \left({\frac {1}{x}}+{\sqrt {{\frac {1}{x^{2}}}-1}}\right),\quad x\in \mathbb {R} ,\ 0<x\leq 1}

### Areaalcosecans hyperbolicus
{\displaystyle \operatorname {arcsch} x=\ln \left({\frac {1}{x}}+{\sqrt {{\frac {1}{x^{2}}}+1}}\right),\quad x\in \mathbb {R} ,\ x\neq 0}

## Eigenschappen

### Identiteiten
{\displaystyle {\begin{aligned}2\cdot \operatorname {arcosh} x&=\operatorname {arcosh} (2x^{2}-1)&\quad {\hbox{ for }}x\geq 1\\4\cdot \operatorname {arcosh} x&=\operatorname {arcosh} (8x^{4}-8x^{2}+1)&\quad {\hbox{ for }}x\geq 1\\2\cdot \operatorname {arsinh} x&=\operatorname {arcosh} (2x^{2}+1)&\quad {\hbox{ for }}x\geq 0\\4\cdot \operatorname {arsinh} x&=\operatorname {arcosh} (8x^{4}+8x^{2}+1)&\quad {\hbox{ for }}x\geq 0\end{aligned}}}
{\displaystyle \operatorname {arcosh} \left({\frac {x^{2}+1}{2x}}\right)=\operatorname {arsinh} \left({\frac {x^{2}-1}{2x}}\right)=\operatorname {artanh} \left({\frac {x^{2}-1}{x^{2}+1}}\right)=\ln(x)}

### Afgeleiden
{\displaystyle {\frac {\rm {d}}{{\rm {d}}x}}\,\operatorname {arsinh} (x)\,={\frac {1}{\sqrt {x^{2}+1}}}}
{\displaystyle {\frac {\rm {d}}{{\rm {d}}x}}\,\operatorname {arcosh} (x)\,={\frac {1}{\sqrt {x^{2}-1}}}}
{\displaystyle {\frac {\rm {d}}{{\rm {d}}x}}\,\operatorname {artanh} (x)\,={\frac {1}{1-x^{2}}}}
{\displaystyle {\frac {\rm {d}}{{\rm {d}}x}}\,\operatorname {arcoth} (x)\,={\frac {-1}{-1+x^{2}}}}
{\displaystyle {\frac {\rm {d}}{{\rm {d}}x}}\,\operatorname {arsech} (x)\,=-{\frac {1}{x{\sqrt {1-x^{2}}}}}}
{\displaystyle {\frac {\rm {d}}{{\rm {d}}x}}\,\operatorname {arcsch} (x)\,=-{\frac {1}{\left|x\right|{\sqrt {1+x^{2}}}}}}

### Integralen
De integralen van de areaalfuncties kunnen alle berekend worden met partiële integratie. 
{\displaystyle \int \operatorname {arsinh} (x){\rm {d}}x=x\ \operatorname {arsinh} (x)-{\sqrt {x^{2}+1}}+C}
{\displaystyle \int \operatorname {arcosh} (x){\rm {d}}x=x\ \operatorname {arcosh} (x)-{\sqrt {x^{2}-1}}+C}
{\displaystyle \int \operatorname {artanh} (x){\rm {d}}x=x\ \operatorname {artanh} (x)+{\tfrac {1}{2}}\ln(1-x^{2})+C}
{\displaystyle \int \operatorname {arcoth} (x){\rm {d}}x=x\ \operatorname {arcoth} (x)+{\tfrac {1}{2}}\ln(x^{2}-1)+C}
{\displaystyle \int \operatorname {arsech} (x){\rm {d}}x=x\ \operatorname {arsech} (x)-\operatorname {arctan} \left({\sqrt {{\frac {1}{x^{2}}}-1}}\right)+C}
{\displaystyle \int \operatorname {arcsch} (x){\rm {d}}x=x\ \operatorname {arcsch} (x)+\ln \left(x+{\sqrt {x^{2}+1}}\right)+C}

### Som- en verschilformules
{\displaystyle \operatorname {arsinh} (x)+\operatorname {arsinh} (y)=\operatorname {arsinh} \left(x{\sqrt {1+y^{2}}}+y{\sqrt {1+x^{2}}}\right)}
{\displaystyle \operatorname {arsinh} (x)-\operatorname {arsinh} (y)=\operatorname {arsinh} \left(x{\sqrt {1+y^{2}}}-y{\sqrt {1+x^{2}}}\right)}
{\displaystyle \operatorname {arcosh} (x)+\operatorname {arcosh} (y)=\operatorname {arcosh} \left(xy+{\sqrt {x^{2}-1}}{\sqrt {y^{2}-1}}\right)}
{\displaystyle \operatorname {arcosh} (x)-\operatorname {arcosh} (y)=\operatorname {arcosh} \left(xy-{\sqrt {x^{2}-1}}{\sqrt {y^{2}-1}}\right)}
{\displaystyle \operatorname {artanh} (x)+\operatorname {artanh} (y)=\operatorname {artanh} \left({\frac {x+y}{1+xy}}\right)}
{\displaystyle \operatorname {artanh} (x)-\operatorname {artanh} (y)=\operatorname {artanh} \left({\frac {x-y}{1-xy}}\right)}

### Onderlinge relaties
Bij het gebruik van deze uitdrukkingen moet rekening gehouden worden met de eventuele beperkingen op het domein van deze functies.
{\displaystyle \operatorname {arsinh} (x)=\pm \operatorname {arcosh} \left({\sqrt {x^{2}+1}}\right)=\operatorname {artanh} \left({\frac {x}{\sqrt {x^{2}+1}}}\right)}
{\displaystyle \operatorname {arcosh} (x)=\operatorname {arsinh} \left({\sqrt {x^{2}-1}}\right)=\operatorname {artanh} \left({\frac {\sqrt {x^{2}-1}}{x}}\right)}
{\displaystyle \operatorname {artanh} (x)=\operatorname {arsinh} \left({\frac {x}{\sqrt {1-x^{2}}}}\right)=\pm \operatorname {arcosh} \left({\frac {1}{\sqrt {1-x^{2}}}}\right)=\operatorname {arcoth} \left({\frac {1}{x}}\right)}
{\displaystyle \operatorname {arcoth} (x)=\operatorname {arsinh} \left({\frac {1}{\sqrt {x^{2}-1}}}\right)=\pm \operatorname {arcosh} \left({\frac {x}{\sqrt {x^{2}-1}}}\right)=\operatorname {artanh} \left({\frac {1}{x}}\right)}
{\displaystyle \operatorname {arcsch} (x)=\operatorname {arsinh} \left({\frac {1}{x}}\right)}
{\displaystyle \operatorname {arsech} (x)=\operatorname {arcosh} \left({\frac {1}{x}}\right)}

### Reeksontwikkelingen
Enkel de areaalsinus hyperbolicus en de areaaltangens hyperbolicus kunnen probleemloos rond x= 0 worden ontwikkeld. De reeksen zijn dan:
{\displaystyle \operatorname {arsinh} (x)=\sum _{n=0}^{\infty }\,(-1)^{n}\,{\frac {(2n)!}{2^{2n}(n!)^{2}}}\,{\frac {x^{2n+1}}{2n+1}},\quad |x|<1}
{\displaystyle \operatorname {artanh} (x)=\sum _{n=0}^{\infty }{\frac {x^{2n+1}}{2n+1}},\quad |x|<1}
Een andere reeksontwikkeling is:
{\displaystyle \operatorname {arcosh} (x)=\ln(2x)-\sum _{n=1}^{\infty }{\frac {(2n)!}{2^{2n}(n!)^{2}}}{\frac {x^{-2n}}{2n}},\quad x>1}

### Samenstellingen
Samenstellingen van hyperbolische en areaalfuncties leveren irrationale functievoorschriften:
{\displaystyle \sinh(\operatorname {arcosh} (x))={\sqrt {x^{2}-1}}\quad :\quad x\geq 1}
{\displaystyle \sinh(\operatorname {artanh} (x))={\frac {x}{\sqrt {1-x^{2}}}}\quad :\quad -1<x<1}
{\displaystyle \cosh(\operatorname {arsinh} (x))={\sqrt {1+x^{2}}}}
{\displaystyle \cosh(\operatorname {artanh} (x))={\frac {1}{\sqrt {1-x^{2}}}}\quad :\quad -1<x<1}
{\displaystyle \tanh(\operatorname {arsinh} (x))={\frac {x}{\sqrt {1+x^{2}}}}}
{\displaystyle \tanh(\operatorname {arcosh} (x))={\frac {\sqrt {x^{2}-1}}{x}}\quad :\quad x\geq 1}

### Limieten
Twee standaardlimieten die areaalfuncties bevatten zijn:
{\displaystyle \lim _{x\to 0}\,{\frac {\operatorname {arsinh} (x)}{x}}=1}
{\displaystyle \lim _{x\to 0}\,{\frac {\operatorname {artanh} (x)}{x}}=1}
Beide volgen uit de soortgelijke limiet voor de overeenstemmende hyperbolische functie, door middel van een eenvoudige substitutie.